# Грили (Канзас)
Грили (енгл. Greeley) град је у америчкој савезној држави Канзас.

## Демографија
По попису из 2010. године број становника је 302, што је 25 (-7,6%) становника мање него 2000. године.
| Група             | 2000.       | 2010.       |
| Белци             | 324 (99,1%) | 292 (96,7%) |
| Афроамериканци    | 0 (0,0%)    | 1 (0,3%)    |
| Азијати           | 0 (0,0%)    | 1 (0,3%)    |
| Хиспаноамериканци | 2 (0,6%)    | 2 (0,7%)    |
| Укупно            | 327         | 302         |